# Porcellio duboscqui
Porcellio duboscqui är en kräftdjursart som beskrevs av Paulian de Felice1941. Porcellio duboscqui ingår i släktet Porcellio och familjen Porcellionidae. Inga underarter finns listade i Catalogue of Life.